# ランヨウアオイ
ランヨウアオイ（乱葉葵、学名: Asarum blumei）は、ウマノスズクサ科カンアオイ属の常緑の多年草。

## 特徴
茎は地上を這い、短い節が多くある。葉に長さ7-15cmになる葉柄があり、毛はない。葉身は広卵形、卵状楕円形またはほこ状広卵形になり、長さ6-15cm、幅4-8cmで、先端は鋭頭または鈍頭、基部は深い心形になる。基部の両側は多少外側に張り出て、ほこ形や耳形になることが多い。葉の質は他種に比べてやや薄く、表面は光沢があり短毛が散生し、雲紋状や斑点状の白斑が入ることが多い。裏面に毛はない。
花期は3-5月。花は葉柄の基部に1個つき、淡紫褐色または緑褐色で、花弁は無く、萼裂片が花弁状になる。萼筒は丸みのある筒形で、長さ10-13mm、径12-14mmになり、淡黄色をおび、縦脈の落ち込みが目立つ。萼筒の上部はわずかにくびれ、開口部は比較的狭く、分布地がやや重なるタマノカンアオイのようなつばや突起がない。萼筒内壁には紫色の低く隆起した襞があり、約20個の縦脈と約5個の横脈があって網目状になる。3裂した萼裂片は三角状卵円形で、長さ約10mmになり開出し、先端がやや内側に巻き込み、表面には毛はなく平滑である。雄蕊は12個あり、萼筒中央基部の突出した子房の外壁につく。花柱は6個あり、棍棒状となって直立し、先端は角状となって伸びて2裂し、その基部の外側に点状の柱頭がある。ギフチョウの食草の一つである。

## 分布と生育環境
日本固有種。本州の関東地方南西部から静岡県東部、山梨県南部に至る太平洋側に分布し、丘陵地から山地のブナ林や雑木林など落葉樹林の林床に生育する。
山梨県の分布地では、「個体数は割合に多い」とされるものの、環境の変化による減少の懸念もあり絶滅危惧ⅠB類（EN）に選定されている。東京都では南多摩の丘陵帯に局所的に分布し、絶滅危惧ⅠA類（CR）に選定されている。神奈川県では丹沢山地東部と芦ノ湖南岸に分布し、さらに愛鷹山から伊豆まで分布している。地史との関連性が強い植物と考えられるため、安易な移植保護は避けるべきとされる。

## 名前の由来
和名ランヨウアオイは、「乱葉葵」の意で、葉の表面に乱れる白斑があるのでいう。牧野富太郎は、1940年刊行の『牧野日本植物圖鑑』において、「和名らんえふハ卵葉ニ非ズシテ多分乱葉ノ意ナラン即チ其葉面ニ乱レ走ル白斑ヲ見テ斯ク俗称セシニ非ザル乎、或ハ又蘭葉ノ意ニシテ其特ニ衆人ノ注意ヲ惹ク白斑葉ヲ見テ之レヲ蘭種即チ和蘭種ニ擬シ斯ク呼ビシニ非ザル乎」と述べ、あるいは「蘭葉葵」の意で、「人の注意をひく白斑葉をオランダ渡来にたとえて呼んだものかもしれない」としている。
種小名（種形容語） blumei は、オランダの植物分類学者のカール・ルートヴィヒ・ブルームへの献名である。

## ギャラリー

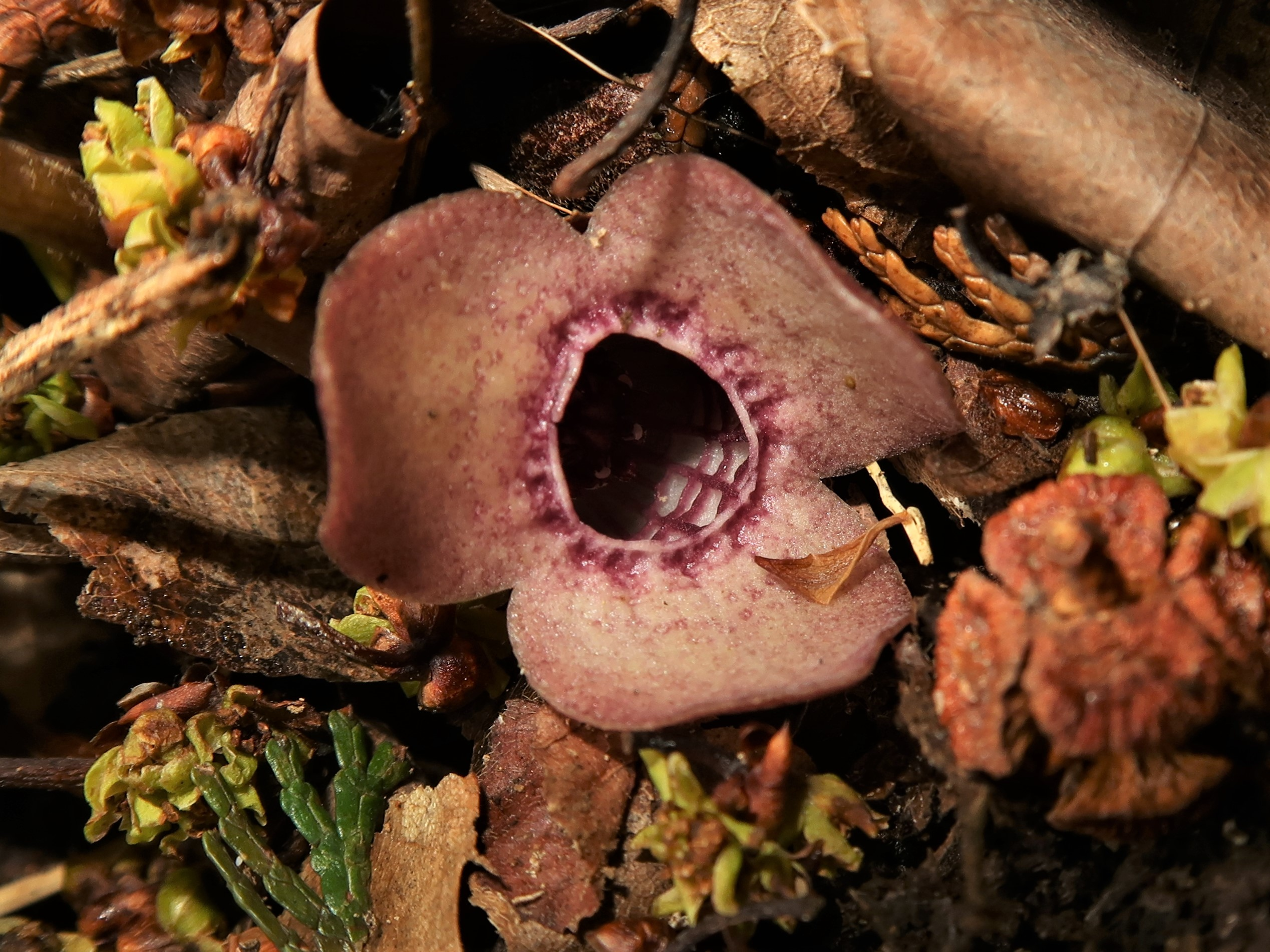
萼裂片は三角状卵円形で、先端がやや内側に巻き込み、表面には毛はなく平滑である。
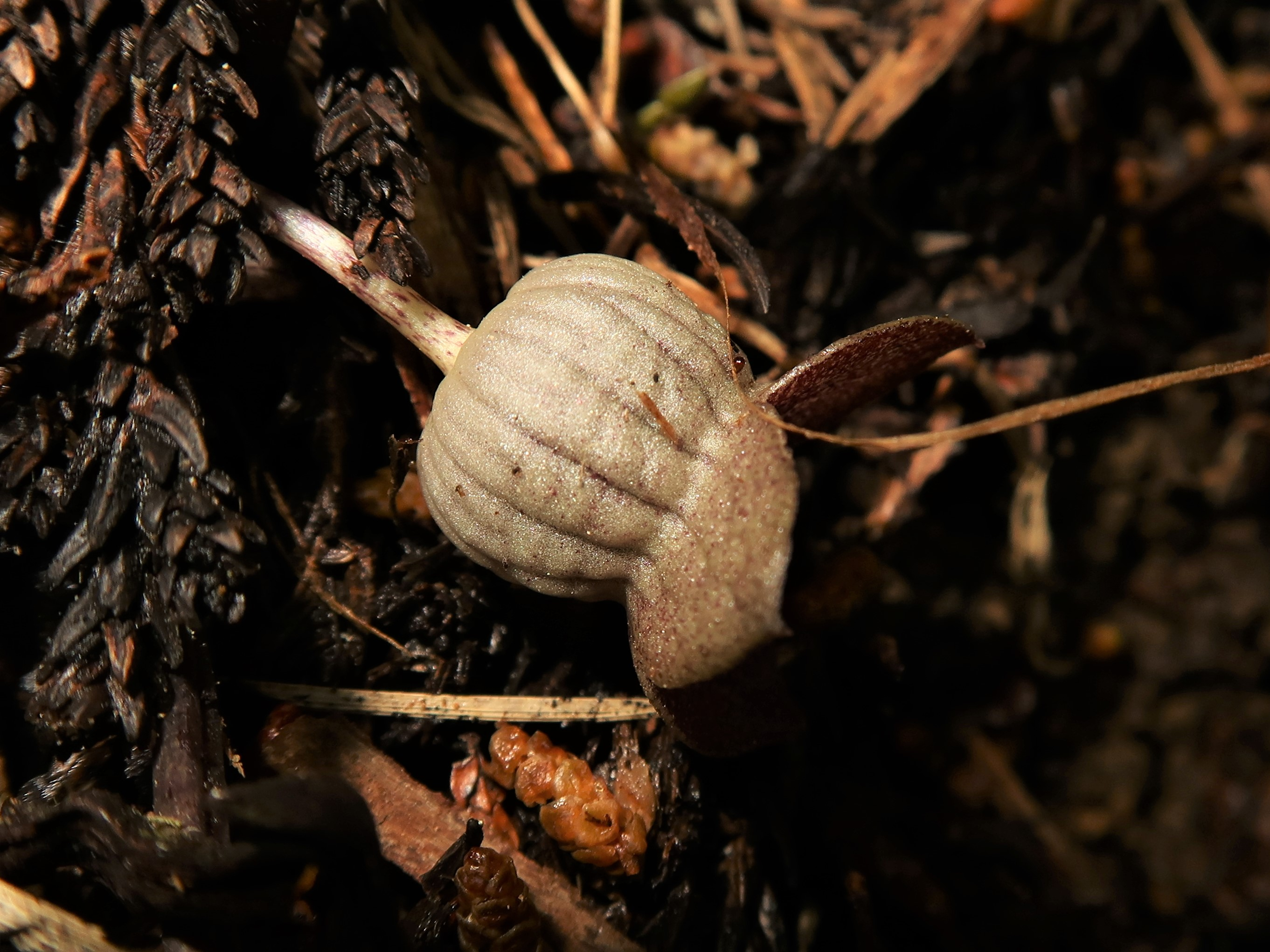
萼筒は丸みのある筒形で、縦筋の落ち込みが目立つ。
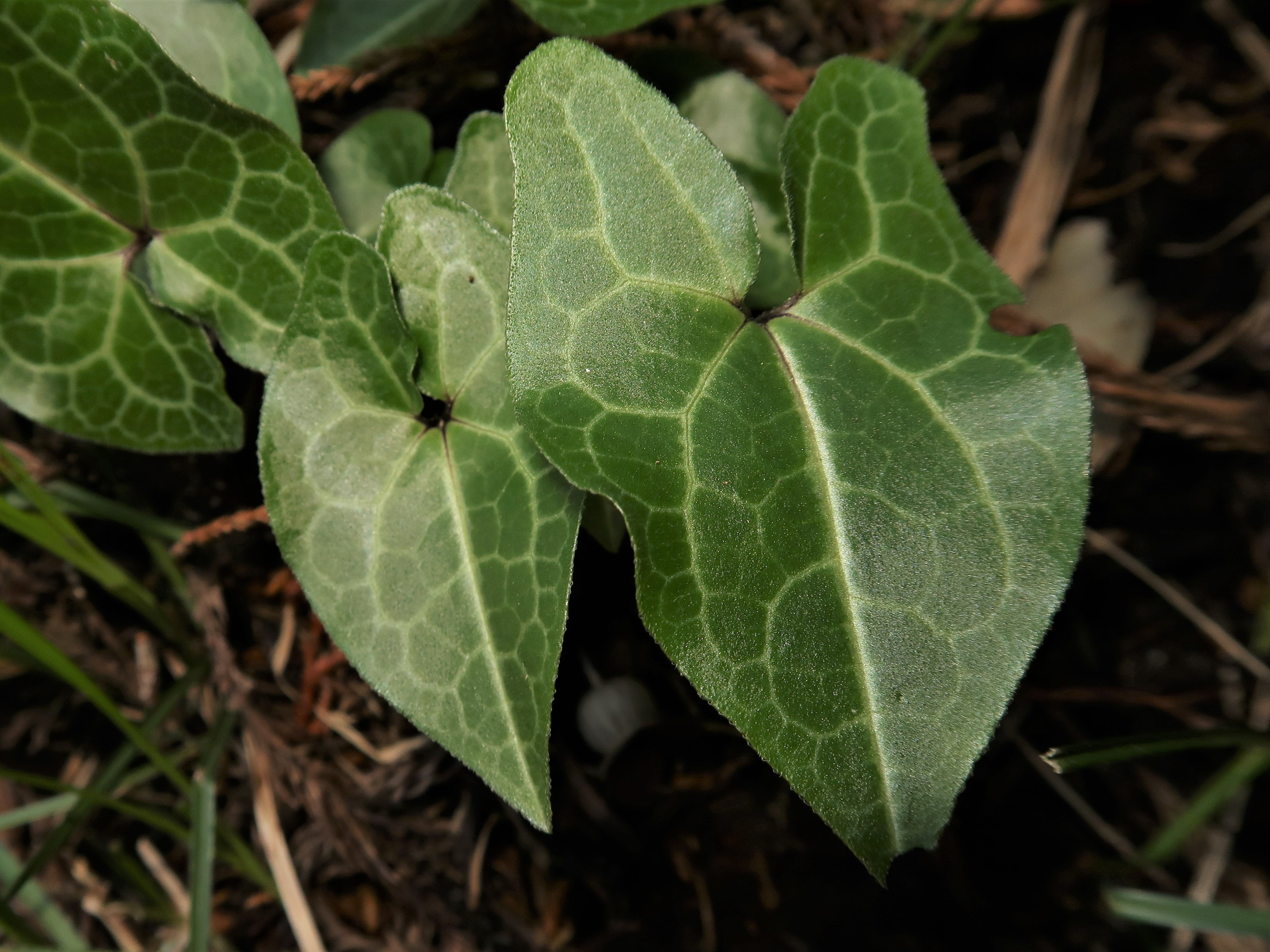
葉の基部の両側はほこ形や耳形になることが多い。葉の表面は雲紋状や斑点状の白斑が入ることが多い。
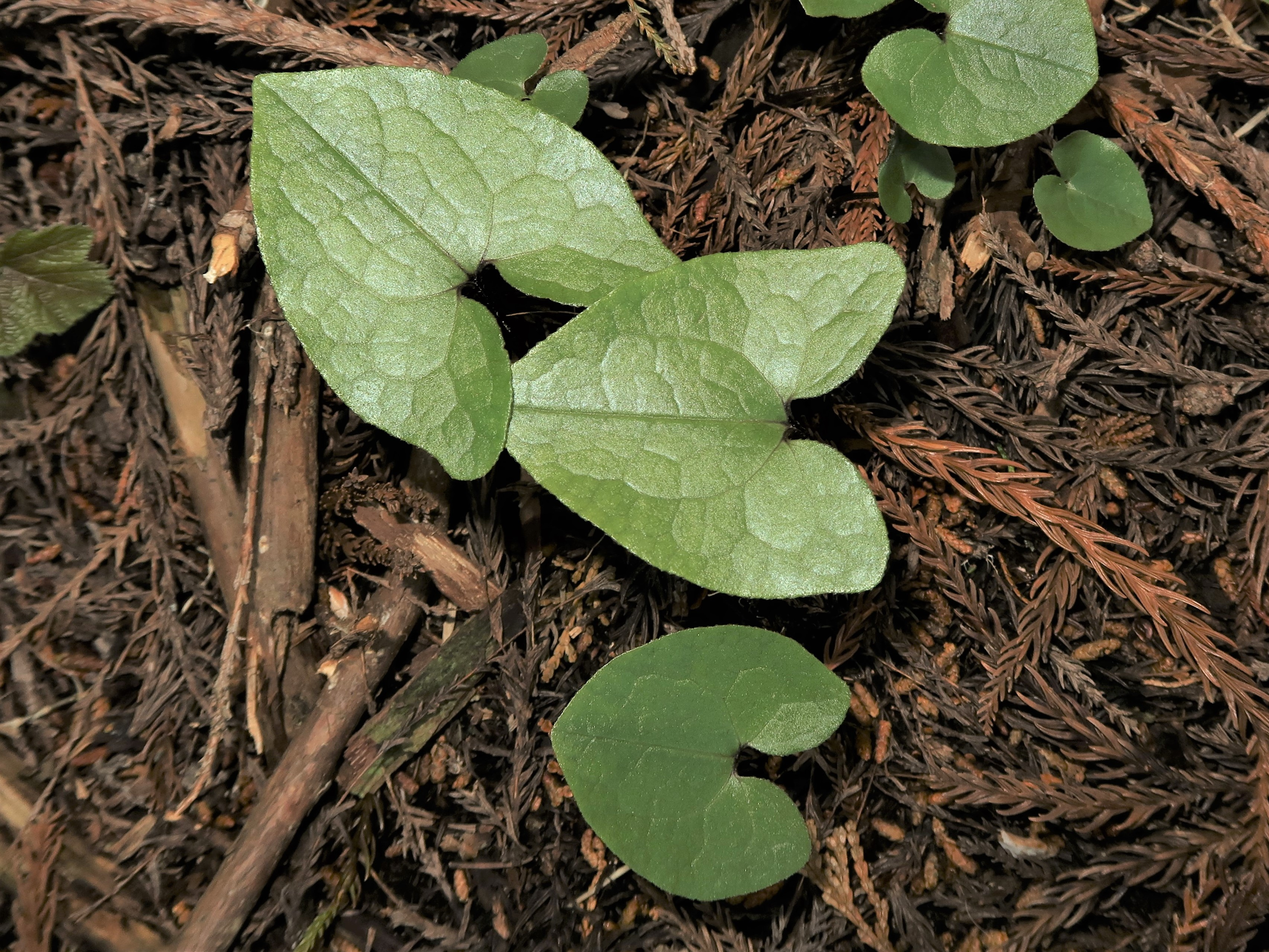
白斑がない個体もある。
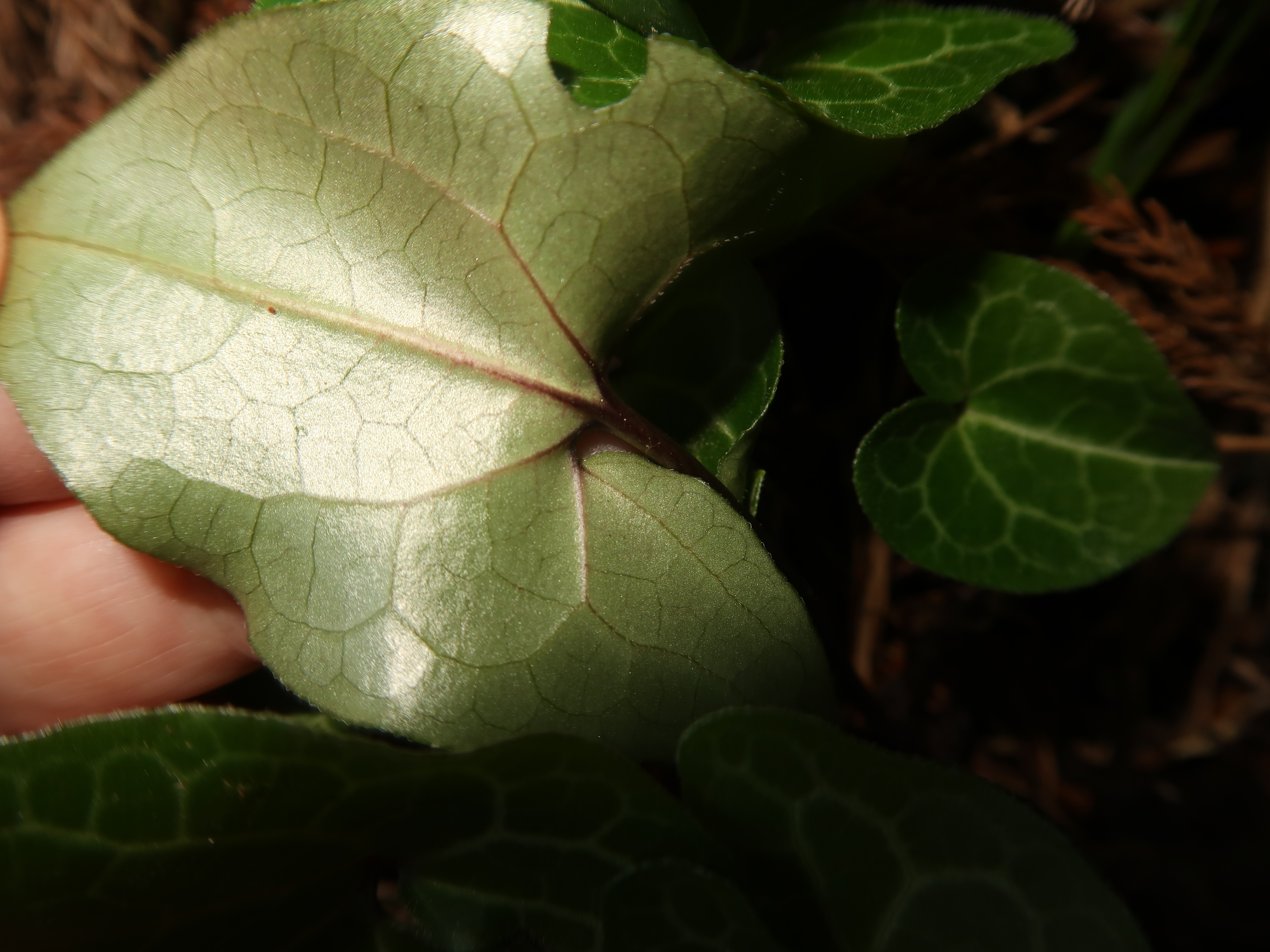
葉の裏面。毛はない。